# 속초시립박물관
속초시립박물관은 강원특별자치도 속초시에 있는 시립 박물관이다.

## 연혁
- 2005년 11월 4일 속초시립박물관 및 실향민문화촌 개관.
- 2005년 11월 4일 속초시림풍물단 창단. (상임단원 6명)

## 관람 안내
관람 및 매표시간
- 3월 ~ 10월: 매일 09:00 ~ 18:00
- 11월 ~ 2월: 매일 09:00 ~ 17:00

휴관일
- 1월 1일
- 매주 월요일